# Gustavo Veronesi
Gustavo Nacarato Veronesi (Alagoinhas, 7 maggio 1982) è un ex calciatore brasiliano, di ruolo centrocampista.

## Carriera
Ha giocato nella massima serie dei campionati rumeno e greco.